# 에리코 말라테스타
에리코 말라테스타(Errico Malatesta, 1853년 12월 14일 - 1932년 7월 22일)은 이탈리아의 아나키스트다. 그는 그의 삶의 많은 부분을 고향인 이탈리아에서 추방되어 망명 생활을 하며 보냈으며, 그의 삶을 통틀어 총 10여년을 감옥에서 보내기도 했다. 그는 여러 급진적인 신문을 발행했고, 미하일 바쿠닌의 친구였다.

## 생애

### 젊은 시절
에리코 말라테스타는 1853년 12월 14일 산타 마리아 카푸아 베테레의 중산층 지주 가족에서 태어났다. 그의 긴 체포의 나날은 14살 때 처음 시작되었는데, 그가 국왕 비토리오 에마누엘레 2세에게 “위협적이고 무례한” 편지를 보냈기 때문이었다.
말라테스타는 나폴리 대학에서 의학을 공부했었지만, 1871년의 시위에 참여해서 대학에서 퇴학 당한다. 이는 부분적으로는 파리 코뮌에 대한 그의 열정 때문이었고, 부분적으로는 카르멜로 팔라디노( Carmelo Palladino)와의 우정 때문이기도 했다. 그는 인터내셔널의 나폴리 지부에 참여했고, 같은 해 정비와 전기에 대해 배우기 시작했다. 1872년 미하일 바쿠닌을 만나게 되고, 함께 en:Anarchist St. Imier International에 참여하게 된다. 다음 4년간 말라테스타는 이탈리아에서 국제주의자 프로파간다를 전파하는 것을 돕는다. 이러한 활동으로 두 차례 투옥 당하기도 했다.
1877년 4월 말라테스타, 카를로 카피에로(en:Carlo Cafiero), 스테프니아크(en:Stepniak)을 비롯한 30여 명은 베네벤토현에서 봉기를 일으켜 투쟁없이 레티노와 갈로마테세를 장악한다. 혁명가들은 세금 기록부를 태우고 왕의 통치의 종언을 선언했고, 열렬한 환영을 받았다. 그러나 갈로를 떠난 뒤에 정부의 군대에 의해 체포되어 석방되기까지 16개월을 감옥에서 보내야 했다. en:조반니 파사난테가 움베르토 1세에 대한 암살을 시도한 이후, 급진주의자들은 경찰의 끊임 없는 감시하에서 생활하게 된다. 비록 아나키스트들이 파사난테와 관련이 없다고 주장했지만, 말라테스타는 사회혁명의 옹호자로서 그 감시 대상에 포함되었다. 나폴리로 돌아왔지만, 이러한 조건들로 인하여 그는 이탈리아를 떠나야만 했다. 이로서 그의 오랜 망명 생활이 시작되었다.

### 망명기

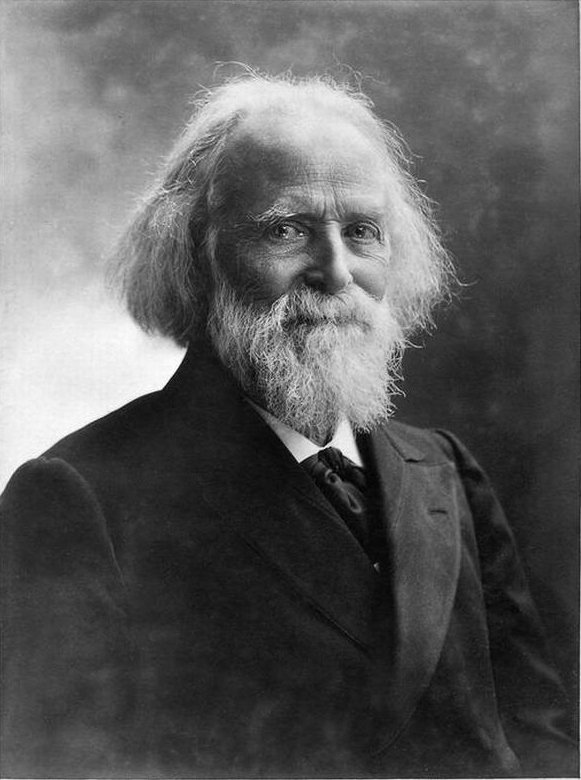
말라테스타의 친구이자 저명한 아나키스트 엘리제 르클뤼(1830-1905)

그는 이집트로 가서 그곳에서 이탈리아 친구들은 만났지만, 곧 이탈리아 영사에 의하여 추방당한다. 시리아, 터키, 이탈리아로의 통행을 금지당하자, 그는 마르세이유에 내린 뒤에 스위스 제네바로 향했다. 그곳에서 엘리제 르클뤼(en:Élisée Reclus)와 표트르 크로폿킨의 친구가 되었고, 이후 La Révolte를 출판하는 것을 돕는다. 스위스에서의 짧은 휴식 이후 그곳에서 추방당했고, 루마니아를 거쳐 파리로 이동해서 잠시동안 정비공으로 일했다.
1881년 그는 런던에 정착했고, 앞으로 40여년간 이곳을 오고 가게 된다.
말라테스타는 아이스 크림 판매상과 정비원으로서 일했고 1872년 인터내셔널의 회의에 참여하게 되는데, 이 회의는 이후 en:Anarchist St. Imier International을 탄생시키게 된다.
말라테스타는 1881년 7월 14일의 아나키스트 회의에 참석했다. 다른 대표자들로는 표트르 크로폿킨, en:프란체스코 사베리오 메를리노, en:마리 르 콩트, en:루이즈 미셸, en:에밀 고티에 같은 이들이 있었다. 각 지역 그룹의 자율권을 존중하면서 회의는 프로파간다 행동을 정의했고, “행위의 프로파간다(propaganda by the deed)”가 사회혁명을 위한 통로라는 것에 동의 했다.
1882년 en:영국-이집트 전쟁이 발발하자, 영국에 맞서는 싸움을 돕기 위해 말라테스타는 작은 그룹을 조직했다. 8월에 그와 다른 3명은 이집트로 향했다. 그들은 아부 키르에 도착했고, 알렉산드리아 람레(Ramleh)를 향해 이동했다. 마리우트 호수(Lake Mariout)를 힘들게 통과한 이후 그들은 싸워보지도 못한 채 영국군에 포위당하고 체포당하게 된다. 그는 다음해 비밀리에 이탈리아로 돌아오게 된다.
피렌체에서 그는 주간 아나키스트 신문인 La Questione Sociale을 설립했고, 그의 그장 유명한 팸플릿 Fra Contadini 가 처음으로 등장했다. 그는 콜레라 희생자들을 돕기 위해 3년의 징역형이 기다리고 있는 나폴리로 돌아갔다. 그리고 다시 한번 투옥을 피해 이탈리아를 탈출하여 남아메리카로 향했다. 그는 1885년에서 1889년까지 부에노스 아이레스에 살았고, La Questione Sociale를 다시 발행하기 시작하여 그곳의 이탈리아인 이민자 공동체 사이에 아나키즘에 대한 사상들을 전파시켰다. 그는 아르헨티나 최초의 전투적 노조를 설립하는 것에 참여했고, 그곳의 노동운동에 수년간 아나키스트적 영향을 남겼다.
1889년에는 유럽으로 돌아왔고, 프랑스 니스에서 L'Associazione라는 신문을 처음으로 발행했고, 다시 한번 런던으로 도망쳐야 할 때까지 그곳에서 지내게 된다.

### 이탈리아에서의 체포

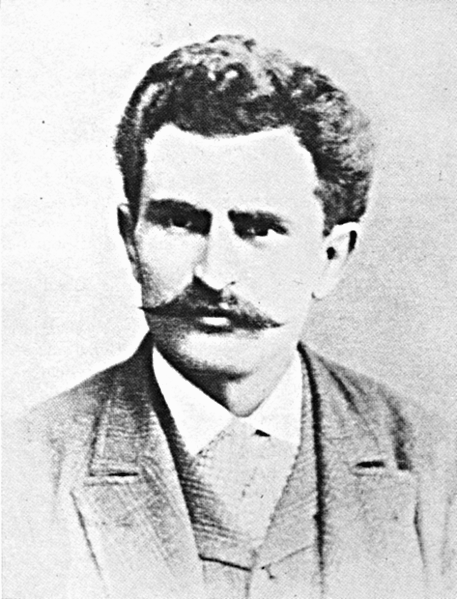
1890년대 에리코 말라테스타의 모습

1890년대 말, 흉년과, 물가상승, 농민 반란으로 대표되는 이탈리아의 혼란기. 말라테스타는 상황을 저항할 수 없는 것으로 여기고 1889년 초에 항구도시 안코나로 향했고, 그곳에서 선창 노동자들 사이에서 부흥한 아나키스트 운동에 참여하게 된다. 말라테스타는 경찰과의 거리싸움에서 리더로 식별되어 곧 체포당한다. 따라서 1898년과 1899년의 더욱 극적인 산업및 정치 활동에 참여할 수 없었다.
사베리오 메를리노를 비롯한 다른 아나키스트 리더들이 사회적 혼란에 대한 응급처치로서 선거에 대한 참여를 주장한 것과는 달리, 감옥에 있던 말라테스타는 자유주의자 및 사회주의자 정치인을 위한 선거에 참여하는 것을 반대하는 강경한 입장을 취했다. 말라테스타는 “선동적인 협회”를 결성한 혐의로 유죄를 선고 받아 람페두사섬의 감옥에 수감 되었다. 1899년 5월 감옥에서 탈출할 수 있었고, 몰타와 지브롤터를 통해 런던으로 돌아갈 수 있었다.
이후 미국으로 가서 그곳의 이탈리아, 스페인 공동체의 아나키스트들과 대화를 하기도 했다. 런던으로 돌아왔을 때 이탈리아 아나키스트인 가에타노 브레시가 움베르토 1세를 암살했기 때문에 경찰에 감시를 당하게 된다.

### 런던으로 귀환
1910년 그는 런던 15 Duncan Terrace Islington에 전기 작업장을 열었고, 보석 도둑 조지 가든슈타인(George Gardenstein)이 그의 부지를 사용하는 것을 허가한다. 1910년 1월 15일 옥시아세틸렌 절단기를 5파운드(2013년 기준 500파운드)에 가든슈타인에게 팔았고, 가든슈타인은 H.S.Harris jewellers Houndsditch의 금고를 부술 수 있었다. 가든슈타인은 en:Siege of Sidney Street 사건에서 갱단을 이끌었다. 말라테스타의 절단기는 우드세인트 경찰서 런던 경찰 박물관에 상시 전시되고 있다.
런던에서 생활하는 동안 말라테스타는 프랑스, 스위스, 이탈리아를 은밀하게 오고 갔으며 en:페르난도 타리다 델 마르몰과 함께 스페인을 돌며 강연을 하기도 했다. 이시기에 그는 L'Anarchia를 비롯하여 중요한 팸플릿들을 작성했다. 말라테스타는 en:International Anarchist Congress of Amsterdam(1907)에 참여했고, 이곳에서 특히 en:피에르 모나트와 아나키즘과 생디칼리즘의 관계에 대한 토론을 했다. 모나트는 생디칼리즘이 혁명적이며 사회 혁명의 조건을 창출할 것이라고 생각했지만, 말라테스타는 생디칼리즘만으로는 충분하지 않다고 생각했다. 1912년 말라테스타는 명예훼손 혐의로 보우 스트리트 치안 법원에 출두했고, 징역 3개월과 추방권고를 선고 받게 된다. 이 명령은 급진적인 언론과 노동자 조직의 시위로 인하여 파기 되었다.
1차대전 이후 말라테스타는 마침내 마지막으로 이탈리아로 돌아오게 되었다. 그가 돌아온지 2년 뒤인 1921년 이탈리아 정부는 그를 다시한번 구금하지만, 파시스트들이 권력을 장악하기 2개월 전에 석방된다. 1924년에서 1926까지 무솔리니가 모든 독립 언론을 금지 시키지만, 그는 괴롭힘과 검열로 고통을 받으면서도 Pensiero e Volontà라는 저널을 발행 했다. 그는 전기공으로 생계를 꾸려 나가며 남은 세월을 조용하게 보냈다. 약한 호흡기와 정기적인 기관지염으로 수년간 고통을 겪은 후, 그는 1932년 7월 22일 폐렴으로 사망했다.

## 정치적 신념

### 노동조합에 대해
그는 en:Amsterdam Conference of 1907에서 피에르 모나트와 순수한 생디칼리즘에 대하여 논쟁했다. 말라테스타는 생디칼리즘이 개혁주의적이며, 때때로 보수주의적일 수도 있다고 생각했다. en:Christiaan Cornelissen와 미국의 노동조합을 인용하며, 숙련 노동자들이 자신의 상대적인 특권을 지키기 위하여 노동조합이 비숙련 노동자들을 반대할 수도 있다고 주장했다. 말라테스타는 생디칼리즘이 생디칼리즘 그 자체를 영속시키기 위해 작동할 수도 있다고 경고했다. 반면 아나키스트들은 진정한 공산주의(full communism) 사회를 건설하기 위해 국가와 자본주의를 타도하려 하지만, 생디칼리즘이 이를 달성하려는 특정 시도를 억제할 수도 있다고 주장했다.
그는 이후 아나코 생디칼리즘에 대한 일련의 글들에서 다음과 같이 언급한다. “나는 교리와 실천으로서 생디칼리즘에 반대한다. 이것은 나에게 잡종 괴물로 여겨진다.” 그럼에도 그는 노동조합에서의 활동을 옹호했다. 자본주의 체제 하에서 저항하기 위해 노동자들의 조직과 자기 방어 능력이 필요했고, 더 많은 대중에게 도달하는 방법이 될 수 있기 때문이였다. 아나키스트들은 공장 병영 및 학교에서처럼 노조에서도 토론 그룹을 가져야 할 것이다. 하지만 “아나키스트들은 노조가 아나키스트가 될 것이라는 기대를 버려야 할 것이다.”
그는 다른 모든 노조들처럼 "생디칼리즘은 본질적으로 개혁주의적이다”라고 생각했다. 그는 다음과 같이 말했다. “노동조합의 영구적인 공식 임원이 되기로 합의한 아나키스트는 결국 아나키즘을 잃게 될것이다.”
일부 아나키스트들은 보수적인 노조에서 분리되어 혁명적 생디칼리스트 노조를 결성하길 원했지만, 말라테스타는 그들이 영향력 없는 어피니티 그룹으로 남거나 그들이 떠나온 노동조합과 동일한 관료화 과정을 거치게 될것이라고 예견했다.

### 폭력에 대해
말라테스타는 헌신적인 혁명가였다. 그는 아나키스트 혁명이 불가피하다고 생각했고, 국가가 무력의 독점에 의한 강제력에 의해 유지되는 이상 무력의 사용이 필요하다고 생각했다. 그는 The Revolutionary 'Haste에서 다음과 같이 썼다.
모든 사람들이 사회적으로 의식적인 존재가 되게 하는 것이 우리의 염원이자 목표이다. 그러나 이러한 목적을 달성하기 위해서 삶의 모든 수단을 강구해야 할 것이다. 따라서 폭력으로서 억압을 타도할 필요가 있다. 다른 모든 수단을 박탈당한 노동자들에게 있어서, 폭력은 주어진 현실에 대한 거부의 표명이다.

(Umanità Nova, number 125, 6 September 1921)

## 한국 독립운동에의 영향
2021년 3월 1일 한국의 독립유공자인 소설가 이창신이 에리코 말라테스타를 애도하며 쓴 시가 공개되었다. 일본의 시 전문 월간지 《시와 사상》 3월호에 이창신의 필명인 이석성 명의로, 일본어로 기고된 이 시의 제목은 '우리들의 선구자 말라테스타를 애도한다'(我等が先駆者マラテスタを悼む)로, 작중 이창신은 말라테스타를 '자유평등한 사랑의 명성(明星)으로 규정하였는데, 김정훈 전남과학대 교수는 이 구절을 조선 독립의 메타포(은유)적인 표현으로 해석하고, 이창신이 나주농업보습학교 재학 시절 광주학생운동이 발발, 확대되자 나주 지역 신간회와 협조하여 나주 지역 학생들의 선두에 서서 나주학생운동에 적극적으로 참가했던 점을 들어 이창신은 신채호와 마찬가지로 아나키즘 사상의 영향을 받았을 것이며, 본작은 형식상 말라테스타의 죽음을 애도한 시이지만 실질적으로는 조선의 독립에 대한 열망을 비유적으로 드러낸 것이라고 연합뉴스와의 인터뷰에서 밝혔다. 또한 일본어로 시를 쓴 이유에 관해 김 교수는 일본어로 교육을 받았고 일본어 사상서를 탐독했으니만큼 저자의 입장에서는 조선어보다 일본어가 더 비유적일 수도 있었을 것이고, 조선어로 썼을 때의 탄압 가능성도 고려했을 것으로 보인다고 하였다. 본작은 이창신의 아들 이명한 광주전남작가회의 고문이 이창신의 유품 속에서 찾은 육필 원고 사본을 작년 8월 김정훈 전남과학대 교수에게 전달, 연구 분석하도록 하였으며, 2021년 삼일절을 맞아 처음으로 공개되었다.

## 저작
- Fra Contadini (1884)
- Anarchy (1891)
- Anarchism Or Democracy? (with Francesco Merlino) (1974)
- At The Cafe - Conversations on Anarchism (2005) 2014년 '국가 없는 사회'라는 이름으로 한국어 번역

## 더읽을거리
- Luigi Fabbri, Life of Malatesta, Adam Wight, trans. (1936)
- Vernon Richards (ed.), Errico Malatesta - His Life And Ideas. Freedom Press, 1965.
- Enrico Tuccinardi - Salvatore Mazzariello, Architettura di una chimera. Rivoluzione e complotti in una lettera dell'anarchico Malatesta reinterpretata alla luce di inediti documenti d'archivio, Mantova, Universitas Studiorum, 2014. ISBN 978-88-97683-7-28

### 영상물
- Malatesta (1970), directed by Peter Lilienthal; see also (영어) Malatesta - 인터넷 영화 데이터베이스
- (영어) San Michele aveva un gallo - 인터넷 영화 데이터베이스, 1972 film loosely based on Malatesta's life